# Yu Yaling
Yu Yaling (ur. 27 czerwca 1983) – chińska judoczka.
Uczestniczka mistrzostw świata w 2005. Startowała w Pucharze Świata w 2006. Brązowa medalistka mistrzostw Azji w 2005 roku.